# 1972년 동계 올림픽 불가리아 선수단
불가리아는 일본 삿포로에서 열린 1972년 동계 올림픽에 참가했다.

## 참조
- 올림픽 공식 결과 보관됨 2012-02-04 - 웨이백 머신